# Atletika na Letních olympijských hrách 1968 – 100 metrů muži
 Běh na 100 metrů mužů na Letních olympijských hrách 1968 se uskutečnil ve dnech 13. a 14. října na Olympijském stadionu v Ciudad de México. Vítězem se stal americký sprinter Jim Hines, stříbro získal reprezentant Jamajky Lennox Miller a bronz Američan Charles Greene.

## Výsledky finálového běhu
| *                | jméno                      | země                   | čas   |
| ---------------- | -------------------------- | ---------------------- | ----- |
| Zlatá medaile    | Jim Hines                  | Spojené státy americké | 9,95  |
| Stříbrná medaile | Lennox Miller              | Jamajka                | 10,04 |
| Bronzová medaile | Charles Greene             | Spojené státy americké | 10,07 |
| 4                | Pablo Montes               | Kuba                   | 10,14 |
| 5                | Roger Bambuck              | Francie                | 10,15 |
| 6                | Mel Pender                 | Spojené státy americké | 10,17 |
| 7                | Harry Jerome               | Kanada                 | 10,46 |
| 8                | Jean-Louis Ravelomanantsoa | Madagaskar             | 10,27 |